# Gemma Hayes
Gemma Hayes (* 11. August 1977 in Ballyporeen, County Tipperary) ist eine irische Singer-Songwriterin. Sie hat vier Alben veröffentlicht, die hauptsächlich dem Alternative Rock und Folk zuzurechnen sind.

## Leben und Wirken
Gemma Hayes wuchs als eines von sieben Geschwistern in einer musikalischen Familie in Ballyporeen auf. Sie bekam Klavierunterricht und brachte sich selbst das Gitarrespielen bei. Sie besuchte zunächst eine Internatsschule und danach die Universität Dublin. Hayes, die sich seit ihrer Schulzeit mit Musik und dem Schreiben von Gedichten beschäftigt hatte, brach das Studium nach einiger Zeit ab und konzentrierte sich stattdessen auf eine Karriere als Musikerin. Sie trat solo in Nachtclubs von Dublin auf und verdiente ihren Lebensunterhalt als Angestellte in einem Waschsalon. Nachdem sie eine Band zusammengestellt hatte, konnte sie 2001 einen Vertrag bei dem französischen Indie-Label Source Records unterschreiben, einer Tochtergesellschaft von EMI. Im gleichen Jahr erschien ihre erste EP 4.35am mit Pop/Rock-Stücken.
Nach einer weiteren EP folgte im Mai 2002 Hayes’ Debütalbum, Night On My Side. Es entstand in Zusammenarbeit mit ihrem damaligen Freund Dave Odlum, der unter anderem in der Dubliner Rockband The Frames spielte, und Dave Fridmann, Bassist bei Mercury Rev. Das Album enthält Elemente der Musikrichtungen Shoegazing und Noise-Rock, dazu Folk und etwas Pop. Es war besonders in Irland erfolgreich, wo es Platz 8 der Charts erreichte. Auch in den UK-Album-Charts konnte es sich auf Platz 52 platzieren. Es wurde von Kritikern gelobt und gelangte auf die Shortlist für den Mercury Music Prize. Kommerziell war es allerdings kein großer Erfolg. Direkt nach Erscheinen von Night On My Side ging Hayes mit dem Album auf Tour, unter anderem durch Deutschland, wo sie bei Rock am Ring und dem Orange Blossom Special Festival auftrat.
In den folgenden zwei Jahren zog sich Hayes weitgehend aus dem Musikbusiness zurück. Sie schrieb jedoch unter anderem gemeinsam mit Adam Duritz den Song Hazy für Counting Crows Live-Album New Amsterdam. Duritz seinerseits nahm später in dem Song Washington Square des Albums Saturday Nights & Sunday Mornings (2008) auf Hayes Bezug, indem er textete «I wandered the highways from Dublin to Berkeley and I heard the songbirds of Ballyporeen». Hayes, die bezügliches ihres Folgealbums unter einer Schreibblockade litt, zog sich nach Ventry zurück. Nachdem sie schließlich das Album in seinen Grundzügen konzipiert hatte, ging sie nach Los Angeles, um Co-Musiker zu finden und es aufzunehmen.
2005 erschien Hayes’ zweites Album The Roads Don’t Love You in Koproduktion mit Joey Waronker, unter anderem Schlagzeuger bei Beck und R.E.M. An der eher Pop-betonten Platte waren außerdem die Musiker Smokey Hormel (Tom Waits) und Josh Klinghoffer sowie die Geige spielende Lisa Germano beteiligt. Die ausgekoppelte Single Undercover, geschrieben von Hayes und Co-Autor Roger Joseph Manning, Jr. von Jellyfish, platzierte sich auf Platz 38 in den irischen und Platz 60 in den britischen Charts. Mit diesem Erfolg und Platz 13 in den irischen Albencharts war das Album relativ erfolgreich, trotzdem kündigte Source im darauffolgenden Jahr Hayes’ Plattenvertrag.
2006 wurde Hayes mit einem Meteor Ireland Music Award in der Kategorie Best Irish Female ausgezeichnet.
Ihre folgenden beiden Alben veröffentlichte Hayes unter ihrem eigenen Label Gemma Hayes. Zunächst brachte sie 2008 The Hollow Of Morning heraus, das sie innerhalb eines Jahres zusammen mit Dave Odlum eingespielt hatte. Außerdem waren Kevin Shields als Gastgitarrist, Paul Noonan (Bell X1) am Schlagzeug und Joe Chester als Backgroundsänger beteiligt. Musikalisch orientierte sich The Hollow Of Morning mit seinem ursprünglichen Gitarrensound wieder mehr an Hayes’ Debütalbum. Es erreichte Platz 12 in den irischen Albencharts.
Nachdem Hayes vier Jahre in Los Angeles gelebt hatte, wo auch The Hollow Of Morning entstanden war, kehrte sie 2010 wieder nach Irland zurück. Hier erschien 2011 ihr viertes Album Let It Break. Es war in Frankreich und Dublin entstanden, wiederum in Zusammenarbeit mit David Odlum, sowie Paul Noonan als Backgroundsänger. Neben Rock, Folk und Pop finden sich darauf erstmals Electronic-Elemente. Auch dieses Album konnte sich in den irischen Charts platzieren und erreichte Platz 11.
Neben ihren Alben und Konzerten arbeitet Hayes auch in der Film- und Werbebranche. So war sie am Soundtrack mehrerer Fernsehserien wie Grey’s Anatomy, One Tree Hill und The Vampire Diaries beteiligt und komponierte unter anderem Musik für Werbespots der Marken adidas, Gap und Hershey’s.

## Diskografie

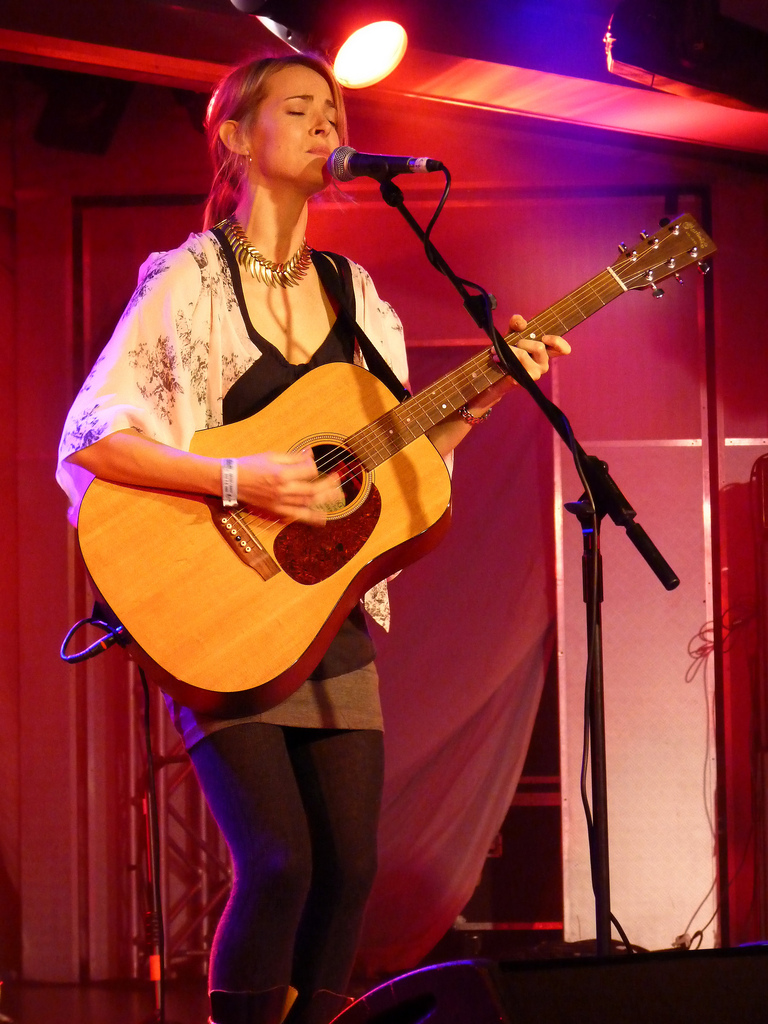
Gemma Hayes auf dem ATP Minehead 2009

### Alben
- 2002: Night on My Side
- 2005: The Roads Don’t Love You
- 2008: The Hollow of Morning
- 2011: Let It Break
- 2014: Night & Day (Limitiertes Livealbum)
- 2014: Bones + Longing
- 2024: Blind Faith

### EPs
- 2001: 4.35am
- 2001: Work to a Calm
- 2003: Back of My Head
- 2003: Hanging Around
- 2003: Let a Good Thing Go
- 2009: Oliver

### Singles
- 2005: Happy Sad
- 2005: Undercover
- 2008: Out of Our Hands
- 2014: Making My Way Back
- 2015: Counting Down The Days (feat. Above & Beyond)
- 2023: High & Low
- 2024: Feed the Flames
- 2024: Hardwired
- 2024: Another Love